# (3917) Franz Schubert
(3917) Franz Schubert ist ein Asteroid des Hauptgürtels, der nach dem österreichischen Komponisten Franz Schubert benannt wurde. Er wurde am 15. Februar 1961 von Freimut Börngen in der Thüringer Landessternwarte Tautenburg entdeckt.